# Platja del Racó del Bell Fons
La platja del Racó del Bell Fons és una petita platja del municipi de Llançà (Alt Empordà) situada en una zona urbanitzada, entre la platja del Cau del Llop al nord, i la platja d'en Robert, del municipi del Port de la Selva, al sud. Està orientada al nord. La superfície de la platja està formada per còdols, de color grisós. Té una longitud de 4 m i una amplada de 25 m.